# Poggio Moiano
Poggio Nativo là một đô thị ở tỉnh Rieti trong vùng Latium, có khoảng cách khoảng 45 km về phía đông bắc của Roma và cách khoảng 20 km southvề phía tây của Rieti.
Poggio Nativo giáp các đô thị: Casaprota, Castelnuovo di Farfa, Frasso Sabino, Mompeo, Nerola, Poggio Moiano, Scandriglia, Toffia.
Kinh tế Poggio Navito chủ yếu là nông nghiệp.